# Koopvaardijmonument Vlissingen

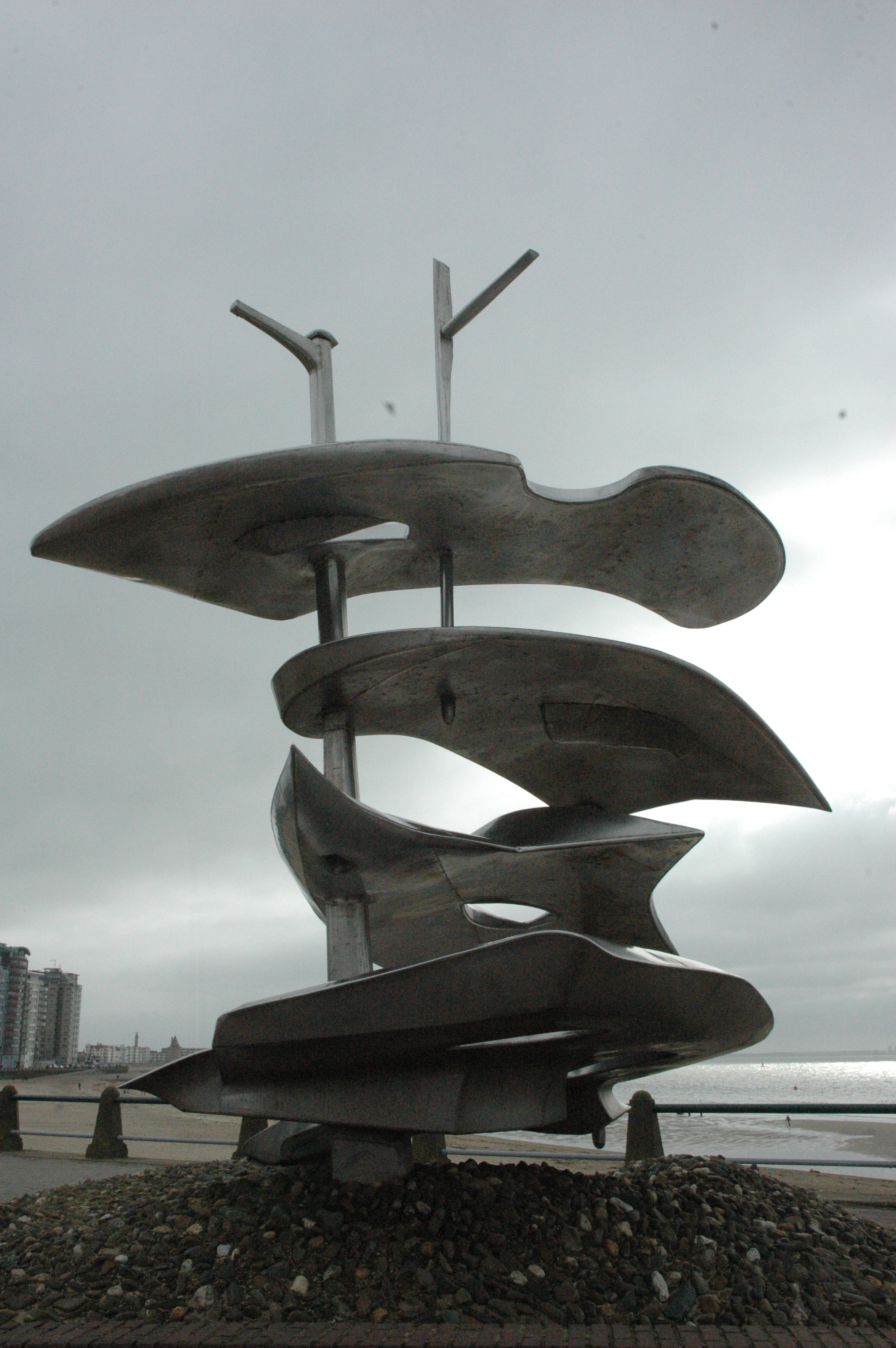
Het Koopvaardijmonument van Wessel Couzijn op de boulevard in Vlissingen.

Het Koopvaardijmonument is een monument aan de Boulevard Evertsen te Vlissingen, in de Nederlandse provincie Zeeland. Het is ontworpen door expressionistisch beeldhouwer Wessel Couzijn. Het ontwerp was eigenlijk bedoeld als nationaal koopvaardijmonument in Rotterdam, ter herinnering aan de ruim 3500 zeelieden die het leven lieten bij de ondergang van 500 Nederlandse koopvaardijschepen tijdens de Tweede Wereldoorlog. Rotterdam koos echter niet voor het ontwerp van Couzijn, maar prefereerde een traditioneler ontwerp van beeldhouwer Fred Carasso. Zijn beeld De Boeg werd in 1957 in Rotterdam onthuld. 
Hoewel het omstreden ontwerp uit 1951 van Couzijn niet werd gekozen, betekende het beeld wel zijn doorbraak. Vooral de open en losse vormen waren nog nieuw in de Nederlandse beeldhouwkunst. Samen met Mart Joosten van bronsgieterij Gebr. Joosten in Soest, waar veel van Couzijns beelden zijn gegoten, maakt de beeldhouwer plannen om zijn ontwerp alsnog te realiseren. Joosten was zich gaan toeleggen op materialen anders dan brons en vanaf 1967 werkt hij anderhalf jaar lang in zijn eentje aan een vergroting van het ontwerp van Couzijn in roestvrij staal. Beeldhouwer en maker deelden samen de kosten.
De gemeente Vlissingen kwam het kunstwerk op het spoor en in 1974 is het beeld op het Betje Wolffplein (nu Scheldeplein) geplaatst. Omdat de gemeente de aanschafprijs van 40.000 gulden te hoog achtte is het kunstwerk de eerste paar jaar gehuurd. Omdat men inzag dat kopen op de langere termijn toch voordeliger zou zijn besloot de Vlissingse gemeenteraad op 29 augustus 1980 het kunstwerk aan te kopen. In 1982 is het monument op aanwijzing van de kunstenaar naar de huidige plek aan het begin van de Boulevard Evertsen verplaatst. Sinds jaar en dag vormt het monument voor kinderen een uitdagend klimobject.